# Das Ministerium des äußersten Glücks
Das Ministerium des äußersten Glücks (Originaltitel: The ministry of utmost happiness) ist ein 2017 erschienener Roman der indischen Schriftstellerin Arundhati Roy. Die deutschsprachige Übersetzung des über einen Zeitraum von zehn Jahren entstandenen Werks erfolgte durch Anette Grube und erschien erstmals 2017 im S. Fischer Verlag.

## Kurzbeschreibung
Der Roman schildert in den beiden Haupthandlungs-Strängen die Lebensgeschichte einer Hijra sowie einer durch ihre Liebe zu einem Guerillero in den Kaschmir-Konflikt verwickelten Menschenrechts-Aktivistin.

## Inhalt
„Roys Roman ist in zwei Teile gegliedert, wobei sich jeder Teil um einen anderen marginalisierten Protagonisten dreht“.

### Haupthandlungsstrang Anjum
Als Sohn eines Kräuterheilers, der sich als Nachkomme des Tschagatai Khan ansieht, und dessen Frau Jahanara wird der Hermaphrodit Aftab etwa Mitte der 1950er Jahre im indischen Shahjahanabad in eine korantreue Mittelschichtsfamilie hineingeboren. „Am ersten Tag, an dem sie sich in der Lage fühlte, das Haus zu verlassen, ging Jahanara Begum mit Baby Aftab zum Dargah von Hazrat Sarmad Shaheed“ und betet zu Hazrat Sarmad Shaheed, sie die Liebe zu Aftab zu lehren. Mit fünf Jahren wird Aftab Schüler einer Madrasa. „Aftab war ein überdurchschnittlich guter Schüler, doch schon sehr früh wurde deutlich, daß sein wahres Talent die Musik war“, allerdings wird er während des Gruppen-Musikunterrichts wegen seines effeminierten Auftretens zum Gespött und erhält daher Einzelunterricht. Eines Morgens sieht Aftab eine Hijra und will „wie sie sein“, verfolgt sie bis in ihr Zuhause: die Khwabgah, ein „Haus, in dem Hijras zusammenleben, verbunden durch traditionelle Jüngerschaft und queere Verwandtschaft“ und in das Aftab hineindarf, nachdem er sich den Hijras dienstbar gemacht hat. Mit 14 Jahren setzt bei Aftab die Pubertät ein, er wird „groß und muskulös“, und eine „tiefe laute Männerstimme nahm den Platz seiner betörenden hohen Stimme ein“. Mit 15 Jahren wird Aftab „offiziell zu einem Mitglied der Hijra-Gemeinschaft“ und trägt ab da den neuen Namen Anjum. „Im Lauf der Zeit wurde Anjum Delhis berühmteste Hijra. Filmemacher stritten sich um sie, NGOs rissen sich um sie, ausländische Korrespondenten gaben als professionelle Gefälligkeit ihre Telefonnummer an Kollegen weiter“. Anlässlich Anjums 18. Geburtstages schlägt die Khwabgah-Chefin Anjum eine biologische Geschlechtsumwandlung vor, „zahlte für die Operation und die Hormone, und Anjum zahlte es ihr im Lauf der Jahre zurück, mehrfach. Die Operation war schwierig, der Genesungsprozess noch schwieriger, aber letztlich war Anjum erleichtert.“ So glücklich es Anjum macht, ihre Weiblichkeit auszudrücken, und so sehr sie es auch schafft, als „geschickte Liebhaberin […] geschickt Vergnügen [zu] schaffen“ – Erfüllung findet sie als Mutter: Mit etwa 43 Jahren entdeckt Anjum an der Jama Masjid „eine schrecklich magere Maus von einem Kind mit großen ängstlichen Augen. Anjum schätzte, dass sie ungefähr drei Jahre alt war.“ Da sich die Suche nach den Erziehungsberechtigten als erfolglos erweist, bleibt das Kind, das den Namen Zainab erhält, bei Anjum in der Khwabgah und erhält mit fünf Jahren beim gleichen Musiklehrer Unterricht, der bereits Anjum unterrichtete. Der „wilden Eifersüchteleien, endlosen Intrigen und ständig wechselnden Loyalitäten, die zum Alltag in der Khwabgah gehörten“, überdrüssig, will Anjum nun „wie ein gewöhnlicher Mensch leben. Sie wollte Mutter sein, in ihrem eigenen Heim erwachen, Zainab eine Schuluniform anziehen“. Ehe es jedoch zum Auszug Anjums kommt, beginnt Zainab ein paar Monate nach Aufnahme in den Kindergarten zu kränkeln, entwickelt bis zum Winter 2001/2002 „einen tiefsitzenden, rasselnden Husten“, gegen den alle Heilmittel versagen, so dass ein islamischer Geistlicher Anjum empfiehlt, sie möge an das Grab des als heilig verehrten Sufi Gharib Nawaz in Ajmer pilgern. Anjum beschließt, die Reise nach Ajmer in Gesellschaft eines Freundes ihres inzwischen verstorbenen Vaters zu machen: eines gebrechlichen Blumenhändlers, der nach der Ajmer-Wallfahrt noch Verwandte in Ahmedabad besuchen möchte. Dort allerdings geraten der Blumenhändler und Anjum mitten hinein in das Gujarat-Pogrom: Der Blumenhändler wird vom hinduistischen Mob ermordet, Anjum verschont, weil eine Hijra umzubringen kein Glück brächte: „Das Glück der Schlächter. Das war sie. Und je länger sie lebte, umso mehr Glück brachte sie ihnen.“ Zwei Monate später macht der Sohn des Blumenhändlers die traumatisierte Anjum in einem Flüchtlingslager am Rand von Ahmedabad ausfindig und bringt sie in die Khwabgah zurück: „Sie war still, beunruhigend still, und verbrachte die meiste Zeit mit ihren Büchern“, beginnt, ihr Trauma auch auf die kleine Zainab zu übertragen, Zainab als Hindu-Jungen zu maskieren, um Zainab gegen Islamfeindlichkeit zu feien, wogegen die Khwabgah-Chefin einschreitet: „Ein kleines Mädchen gegen ihren Willen dazu zu zwingen, als Junge zu leben, auch wenn es dabei um ihre eigene Sicherheit geht, heißt, sie einzusperren, und nicht, sie zu befreien. Es kommt nicht in Frage, dass so etwas in der Khwabgah geschieht. Es kommt überhaupt nicht in Frage.“ Da Anjums Verhalten immer merkwürdiger wird, weigert sich Zainab, weiterhin in Anjums Kammer zu schlafen, und die verschmähte Anjum „ging, ohne zu sagen wohin. […] Es war ein unscheinbarer Friedhof, heruntergekommen, nicht sehr groß und nur noch gelegentlich in Benutzung. Im Norden grenzte er an ein staatliches Krankenhaus samt Leichenhalle“. Am väterlichen Grab stellt Anjum ihre Habseligkeiten ab. „Die Heroinsüchtigen am nördlichen Ende des Friedhofs […] kauerten auf Haufen Krankenhausabfall in einem Meer aus altem Verbandsmaterial und gebrauchten Spritzen und schienen sie überhaupt nicht zu bemerken. Auf der südlichen Seite saßen Gruppen Obdachloser um Feuer, auf denen sie ihr karges rauchiges Essen kochten.“ Ein Bauunternehmer und ehemaliger Kunde Anjums hilft ihr, „eine kleine notdürftige Hütte zu errichten“, die Khwabgah gewährt Anjum eine „kleine Rente“, die Obrigkeit lässt Anjum gewähren aus Angst, von einer Hijra verflucht zu werden. Nach und nach baut Anjum ihre Behausung aus, nimmt faktisch einen Imam auf, „den sein Sohn und seine Schwiegertochter schlecht behandelten“, beginnt, „ein paar Zimmer an verarmte Reisende zu vermieten […]. Der nicht zu unterschätzende Vorteil des Gästehauses auf dem Friedhof war, dass er im Gegensatz zu allen anderen Vierteln, darunter die exklusivsten, nicht unter Stromsperren litt. Nicht einmal im Sommer. Weil Anjum den Strom von der Leichenhalle abzweigte, in der die Leichen Rund-um-die-Uhr-Kühlung erforderten. […] Anjum nannte ihr Gästehaus Jannat. Paradies.“ Mit der Zeit entwickelt sich das Jannat-Gästehaus zu einem „Zufluchtsort nicht nur für Menschen – von denen die meisten traumatisiert, wenn nicht sogar verlassen und vergessen waren –, sondern auch für Nicht-Menschen“, nämlich misshandelte Tieren. Unter den menschlichen Neulingen ist etwa ab dem Jahr 2007 ein ehemaliger Leichenbestatter namens Saddam Hussain, stolzer Besitzer eines weißen Pferdes, das ebenfalls im Jannat-Gästehaus wohnen wird. Da mit Saddam ein Ex-Leichenbestatter und mit dem Imam ohnehin die Geistlichkeit vertreten ist, wird das Jannat-Gästehaus nun auch zu einem Bestattungsinstitut für diejenigen, die auf anderen Friedhöfen und von anderen Geistlichen zur Bestattung abgelehnt worden sind. Damit reüssiert das Jannat-Gästehaus nicht nur für die Lebenden zu einem Refugium, „für die Ausgestoßenen, Rebellen und Abgelehnten der Mainstream-Gesellschaft“, sondern auch für die Toten, weil, so Anjum, „es mir egal ist, was du bist… Muslim, Hindu, Mann, Frau, diese Kaste oder jene Kaste oder das Arschloch eines Kamels.“ Unter den Fittichen der alternden Friedhofsbewohnerin mit dem inzwischen schadhaften Gebiss entwickelt sich das Jannat-Gästehaus endgültig zu „einer neuverzauberten und toleranten Welt gefallener und besitzloser Menschen, die sich als Quelle der Spiritualität, der Liebe, der Solidarität und der Hoffnung auf ein besseres Indien erweist.“

### Haupthandlungsstrang Tilo
Die circa 1965 unehelich geborene Tilottama, genannt Tilo, Tochter einer syrisch-christlichen Malayali und eines Dalit-Vaters, „wächst zu einer freigeistigen Frau heran, deren Universitätsleben sie in die Nähe von drei Männern bringt“: Im Jahr 1984 studiert Tilo inmitten ihrer drei Verehrer im dritten Jahr Architektur und arbeitet in der Uni-Theatergruppe an den Kulissen und der Beleuchtung. „Sie zahlte ihre Gebühren, indem sie nach dem Unterricht, an Wochenenden und Feiertagen als Zeichnerin in Architekturbüros arbeitete. Sie wohnte nicht im Studentenwohnheim – sie sagte, sie könne es sich nicht leisten. Stattdessen lebte sie in einer Hütte in einem nahen Slum“ und wird von den beiden Geschichts-Studenten Naga und Biplab sowie ihrem Architektur-Mitstudenten Musa hofiert. Dem für sie schwärmenden Biplab gibt Tilo neckisch als Spitznamen den Namen seiner Theatergruppen-Rolle (Garson Hobart), Musa aber ist ihre dauernde Liebe. Nach dem Abschluss des Studiums jedoch „schienen Musa und Tilo getrennte Wege zu gehen. Er kehrte nach Kaschmir zurück. Sie fand einen Job als Junior-Architektin in einem Architekturbüro.“ Musa heiratet, wird am 2. Januar 1992 Vater einer Tochter namens Jebeen. Zufällig zieht es auch Biplab nach Kaschmir, als Mitarbeiter des indischen Nachrichtendienstes; als solcher kommt Biplab in Kontakt mit dem Major Amrik Singh: „Ein paar Monate, nachdem ich im Januar 1995 in Srinagar eingetroffen war, hatte Amrik Singh […] den bekannten Anwalt und Menschenrechtsaktivisten Jalib Qadir verhaftet“, dessen entstellte Leiche ein paar Tage später im Jhelam treibt. „Selbst für Kaschmiri-Standards war es etwas exzessiv“, so dass man Amrik Singh „von Operationen im Feld“ abzieht und einen Schreibtischjob verschafft. Am Rande von durch Jalib Qadirs Beerdigung am 22. Dezember 1995 ausgelösten Unruhen beginnen die Sicherheitskräfte zu schießen. Eine Kugel „drang an Miss Jebeens linker Schläfe in ihren Kopf ein und blieb im Herzen ihrer Mutter stecken.“ Einige Zeit nach Beerdigung von Frau und Kind geht Musa in den Untergrund: „Ein Leben, das genau neun Monate dauerte – wie eine Schwangerschaft. Nur dass seine Folge gewissermaßen das Gegenteil der Folge einer Schwangerschaft war. Es endete mit einer Art Tod, nicht mit einem Leben.“ Als die neun Monate vorüber sind, also im Frühherbst 1996, kommt Tilo nach Kaschmir, um sich auf einem Hausboot mit Musa zu treffen; empfangen wird sie von Musas geistig zurückgebliebenem Hausboot-Faktotum Gulrez, mit dem Musa gelegentlich die Kleidung tauscht und dessen Name zufällig gleichzeitig der Kampfname von Musa ist. Nach einer Liebesnacht reist Musa vorübergehend ab, Tilo die nächsten zehn Tage „durch das Kaschmirtal, jeden Tag in Begleitung einer anderen Gruppe […]; sie übernachtete in den Häusern von Dörflern. Musa kam und verschwand ohne Vorankündigung.“ Als Tilo mal wieder zusammen mit dem Faktotum Gulrez auf dem Hausboot ist, dringen Amrik Singhs Leute auf das Hausboot, nehmen Tilo und Gulrez in Gewahrsam, schlagen Gulrez je heftiger, je mehr er darauf besteht, Gulrez zu heißen – als ob er der Guerrilla-Kommandant Gulrez wäre. Auf diese Weise wird aus dem geistig behinderten Gulrez „die sterbliche Hülle des gefürchteten aufständischen Kommandanten Gulrez […], dessen Festnahme und Ermordung seinen Mördern dreihunderttausend Rupien einbrachte“ als Prämie. Die in Gefangenschaft geratene Tilo bittet Amrik Singh, er solle Biplab anrufen, von dessen Position in Kaschmir Tilo durch Musa erfahren hatte: „Übermitteln Sie ihm diese Nachricht: G-A-R-S-O-N H-O-B-A-R-T.“ Amrik Singh erreicht Biplab telefonisch im Dachigam-Nationalpark, wo Biplab als Teil der Entourage des Militärgouverneurs weilt, und übermittelt Biplab die Garson-Hobart-Botschaft. Da Biplab weiß, dass sein Studienkollege Naga „der Kaschmir-Korrespondent für seine Zeitung während der Jahre [ist], in denen ich [=Biplab] als stellvertretender Chef unserer Dienststelle“ agierte, bevollmächtigt Biplab den in Srinagar weilenden Naga, Tilo aus Amrik Singhs Gewahrsam herauszuholen, wo sie während ihrer Befragung geschlagen und getreten wird und man ihr zur Demütigung den Kopf rasiert. „Sie vermisste ihr Haar“, das sie zum Gedenken an den getöteten Gulrez „nie wieder lang wachsen lassen“ wird, dessen Tod allerdings den Verfolgungsdruck auf „Kommandant Gulrez“ alias Musa Yeswi mindert, der Tilo nach seiner vermeintlichen Beerdigung nochmal trifft und ihr empfiehlt, nach Neu-Delhi zurückzukehren und dort keinesfalls allein zu bleiben: „Du wirst mich hassen für das, was ich jetzt sage – aber du musst entweder heiraten oder zu deiner Mutter ziehen. Du brauchst Schutz. Eine Zeitlang zumindest“, nämlich bis Musas Mitkämpfer mit dem durch Tilos Entlassung eine Niederlage einsteckenden und möglicherweise rachsüchtigen Amrik Singh „fertig sind.“ Entsprechend Musas Empfehlung heiratet Tilo am ersten Weihnachtsfeiertag 1996. Nicht ihren eigentlichen Lebensretter Biplab, der zu diesem Zeitpunkt bereits seit zwei Jahren verheiratet ist, sondern dessen Handlanger Naga, der Biplab zur Hochzeit einlädt. Biplab geht „natürlich hin, warum auch nicht? Ich fühlte mich für die Travestie verantwortlich. Dafür, dass ich Tilo in die Arme eines Mannes getrieben hatte, der mit Sicherheit nicht ehrlich zu ihr gewesen war. Ich glaube nicht, dass sie in die Beziehungen ihres zukünftigen Mannes zum Nachrichtendienst eingeweiht wurde. Sie musste glauben, dass sie einen agitierenden Journalisten, einen Kämpfer für Gerechtigkeit, eine Geißel des Establishments heiratete“. Nach der Heirat „war sie wie besessen immer wieder nach Kaschmir gefahren, Monat für Monat, Jahr für Jahr, als suchte sie etwas, das sie zurückgelassen hatte. Sie und Musa trafen sich nur selten auf diesen Reisen (wenn sie sich trafen, trafen sie sich meistens in Delhi)“; das erste Mal sehen die Liebenden sich zwei Jahre nach Musas vermeintlicher Beerdigung wieder, also 1998. Tilo entwickelt sich dadurch zu einer Menschenrechtsverletzungs-Dokumentarin, sammelt „zahlreiche verstörende Gewaltszenen gegen die Kaschmiri, die Roy mit brutaler Ehrlichkeit schildert“, archiviert akribisch detaillierte Schilderungen „über das Leben unter der Besatzung, um den Ausnahmezustand zu verdeutlichen, in dem Kaschmiri ums Überleben kämpfen“. Im Winter 2009 allerdings stirbt Tilos Mutter; das „befreite Tilo von einer Internierung, von der niemand, auch sie selbst nicht, gewusst hatte, weil sie sich als das Gegenteil dargestellt hatte – als eine eigentümliche inselartige Unabhängigkeit. Als Erwachsene hatte sich Tilo stets über die Distanz definiert, die sie zwischen sich und ihre Mutter […] legte und aufrechterhielt. Als das nicht länger notwendig war, begann etwas Gefrorenes zu tauen und etwas Unbekanntes seinen Platz einzunehmen.“ Tilo verlässt Naga nach vierzehn Jahren Ehe, also 2010. „Vierzehn Jahre lang hielt sie dieses Leben zusammen, und dann war sie plötzlich nicht mehr dazu in der Lage. Es gab mehrere Erklärungen dafür, warum das so war, aber die wichtigste lautete Erschöpfung. Sie war es müde, ein Leben zu führen, das nicht wirklich ihres war, in einem Haus, in dem sie nicht sein sollte.“ Da Biplab aufgrund einer Ehekrise gerade per Zeitungsannonce eine Mieterin für seine Wohnung in Delhi sucht, ruft Tilo ihn an. „Sie erklärte, dass sie freiberuflich als Illustratorin und Grafikdesignerin arbeite, ein Büro brauche und die aktuelle Miete zahlen könne. […] Ein oder zwei Tage später zog sie ein. Sie hatte kaum Möbel. Sie erzählte mir damals nicht, dass sie Naga verlassen und vorhatte, in der Wohnung nicht nur zu arbeiten, sondern auch zu leben.“

### Vereinigung der Haupthandlungsstränge
Die Handlungsstränge um Anjum einer-, Tilo andererseits vereinigen sich mit dem Auftauchen eines weiblichen Babys auf einem „Gehweg am Rand des Jantar Mantar“, wo sich diverse politische Gruppen, Bhopal-Opfer sowie ein Verein der Mütter verschwundener Kaschmiri zu Demonstrationen eingefunden haben. Das Baby „tauchte ganz plötzlich auf, kurz nach Mitternacht. Keine Engel sangen, keine weisen Männer brachten Geschenke. Doch eine Million Sterne stiegen im Osten auf, um ihre Ankunft zu verkünden.“ Während viele Anwesende den Findling der Polizei übergeben wollen, verkündet Anjum, die Polizei würde das Baby nur in ein Waisenhaus stecken und es sei im Jannat-Gästehaus besser aufgehoben. Aufgrund der entstehenden „Kabbelei“ muss die Polizei einschreiten und nimmt unter anderem Anjum vorübergehend in Gewahrsam, während Tilo das Baby mitnimmt, wie ein auf dem Jantar Mantar demonstrierender gemeinsamer Bekannter von Tilo und Anjum den Bewohnern des Jannat-Gästehauses zu berichten weiß. Tilo „hatte keinen blassen Schimmer, warum ausgerechnet sie, die nie Kinder gewollt hatte, das Baby aufgehoben hatte und davongelaufen war. Aber so war es gewesen“, und Tilo nennt das Mädchen nach Musas getöteter Tochter Jebeen: „Jebeen war ein gutmütiges Baby […]. Für eine Frau, die kaum Erfahrung mit Kindern hatte, ging Tilo erstaunlich entspannt und zuversichtlich mit ihr um.“ Anjum aber ist nicht gewillt, so einfach von dem Baby zu lassen: Ihr Freund Saddam Hussain reitet auf seinem weißen Pferd zu Tilo und hinterlässt eine Nachricht, ebenso aber vermeldet die Polizei öffentlich eine Kindesentführung vom Jantar Mantar, weswegen Tilo den gemeinsamen Bekannten von Tilo und Anjum um Rat fragt, der ihr den gleichen Zufluchtsort empfiehlt, den Tilo schon aus Saddam Hussains Nachricht kennt: das Jannat-Gästehaus. Tilo nimmt mit Saddam Hussain Kontakt auf, der sie und das Baby mit dem Abdecker-Wagen eines Bekannten abholen wird; die Polizei werde dieses Fluchtfahrzeug wegen des Gestanks nicht kontrollieren: „Wenn du das Fenster auflässt, riechst du uns, bevor du uns sehen kannst.“ Im Jannat-Gästehaus meint Tilo „endlich ein Zuhause für den Rest ihres Lebens gefunden“ zu haben, bringt Kindern „Rechnen, Zeichnen, Computergrafik“ bei, „ein paar Grundlagen der Naturwissenschaften, Englisch und Exzentrik. Sie lernte von ihnen Urdu und ein bisschen was von der Kunst, glücklich zu sein.“ Vorschützend, „Anjum und Tilo bei der Betreuung von Miss Jebeen der Zweiten (die schnell heranwuchs und ungezogen war und unglaublich verwöhnt wurde) zu helfen, verbrachte Zainab jetzt die Nachmittage, die Abende und manchmal sogar die Nächte auf dem Friedhof. Der wahre Grund – den alle kannten – war ihre heiße Liebesaffäre mit Saddam Hussain“, der ebenso tierblieb ist wie sie und mit dem sie das Jannat-Gästehaus „in einen Zoo verwandelt – eine Arche Noah verwundeter Tiere.“ Zainab und Saddam heiraten. „Sechzig Jahre waren vergangen, seit Jahanara Begum mit ihrem kleinen Sohn Aftab zu Hazrat Sarmad gekommen war und ihn gebeten hatte, sie zu lehren, ihn zu lieben. Fünfzehn Jahre waren vergangen, seit Anjum mit der Bandikutratte [Zainab] zu ihm gegangen war, um den sifli jaadu zu exorzieren, [den bösen Blick, dem Anjum Zainabs Krankheit zuschrieb]. Der erste Besuch von Miss Jebeen der Zweiten lag über ein Jahr zurück.“ Drei Wochen später trifft ein Brief ein, der die Herkunft von Jebeen erklärt und ihren Namen mit Ubaya angibt, so dass ihr letztlicher Roman-Name Ubaya Jebeen lautet. Am Ende des Romans kommen Tilo und Musa mehrere Nächte im Jannat-Gästehaus zusammen. Der letzte Roman-Satz preist, dass Ubaya Jebeen ins Jannat-Gästehaus gekommen ist. Dass sie den Namen der ermordeten Tochter Musas trägt, „artikuliert eine Art Auferstehung oder Todes-Ablehnung“ und macht Ubaya Jebeen damit ebenso zu einer Art Christusfigur wie die Tatsache, dass „eine Million Sterne“ ihre Ankunft verkündeten. Jebeens „Advent“ im Jannat-Gästehaus erhebt dieses somit zu einer Mischung aus einer „Arche Noah“ der Gescheiterten und dem Stall von Bethlehem, und den Friedhof, auf dem die Gäste des Jannat leben (wörtlich also: des Paradieses), zu einer „Oase, die eben nicht auf Verwesung beschränkt ist, sondern im Gegenteil zum Ort des blühenden Lebens“ wird.

## Textanalyse
Bei dem Roman Das Ministerium des äußersten Glücks handelt es sich um einen auktorial und von zwei Ich-Erzählern dargelegten Text. Orte der Handlung sind hauptsächlich Delhi und Kaschmir. Die erzählte Zeit erstreckt sich von Anjums Geburt als Aftab circa 1956/57 bis zum Jahre 2016/17. Der Roman stellt in seiner „epos-artigen Statur“ einen Querschnitt mehrerer Genres dar, nämlich unter anderem eine „Mischung aus Satire, Liebe, Thriller, historischem, Liebes-Roman und Sozialkritik, die der Tradition von Charles Dickens und Leo Tolstoi verbunden ist“: Roys „triste Gesellschaftsdiagnose“ wird auch als postkolonialer „politischer Guide für Indien“ bezeichnet, der die offizielle Geschichte Indiens umzuschreiben versuche und dabei satirische Mittel verwende. Darüber hinaus sei Das Ministerium des äußersten Glücks ein Liebesroman und Bildungsroman. Andere Lesarten ordnen das Buch dem Genre der Tragödie zu oder bezeichnen es „als ein Stück subversiver, gegen den Strich gebürsteter Heimatliteratur“. Unter anderem dank der „Elizabethan death-and-sex connotations“, Schauplätzen, die „von Tod und Verfall überwältigt“ sind und Roys „Fokus auf Tod und Friedhöfe“ spiele Roy allerdings auch mit Elementen der Literatur des 19. Jahrhunderts, „um einen urbanen Gothic-Roman des 21. Jahrhunderts zu liefern“.

### Stil

#### Formen-Mischung
Roys postmodernes Spiel mit der literarischen Form erfolgt in einem „episodenhaft[en], sich einer linearen Abfolge sperrenden Erzählformat“: Die Autorin arbeitet nicht nur in „einem fabulierenden Modus“, sondern mittels einer „fragmentierte[n] Erzählung, die eine Ansammlung von Geschichten, Nachrufen, Gedichten, Nachrichten, juristischen Dokumenten und Musikkritik ist“. Hinzu kommen „Zeitungsausschnitte, Tagebucheinträge, Grabinschriften, Gedichte, Liedtexte und Zeugenaussagen“, so dass ein „kaleidoskopartiges“ Werk vorliegt mit „zwei scheinbar konkurrierenden Schreibmodi von Fabulieren und sozialkritischer Dokumentation, wobei zugleich eine unübersehbar ironische Dimension in Roys Umgang mit beiden zu Tage tritt“.

#### Umstrittene Zugehörigkeit zum Magischen Realismus
„Der Roman gibt sich […] ironisch als zwischen den zwei Modi des kritischen Dokumentierens der Realität und des freien Phantasierens hin- und hergerissen“ und ist „nicht realistisch im engeren traditionellen Sinne“, sondern wird verschiedentlich dem Magischen Realismus zugeordnet von Sekundärliteratur und Feuilleton. Festgemacht wird die Zuordnung zum Magischen Realismus unter anderem an Traumsequenzen oder den Anklängen von Surrealismus und Phantastik inmitten der Brutalität des Krieges, vor allem aber an den Geschehnissen im Dunstkreis des Jannat-Gästehauss als „einer positiven, hoffnungsvollen Vision, die den als phantastisch gekennzeichneten Bereichen des Romans innewohnt“: Das Jannat-Gästehaus wird als „unwirklich“ erlebt oder wie „aus einem Märchen gerissen“. Roy selbst jedoch „lehnt zu Zuordnung ihres Romans zum Magischen Realismus entschieden ab“ und weist hinsichtlich des Jannat-Gästehauses „darauf hin, dass ihre Darstellung von Friedhöfen keinen Magischen Realismus darstellt. Die Bürger von Delhi leben tatsächlich auf Friedhöfen.“ Die Rezension in The Punch stellte zu dem Thema lapidar fest: Wenn das tatsächlich magisch gemeint wäre, wirke es wie ein erzwungener Versuch, Elend hübsch darzustellen.

### Themen
Die US-Journalistin Joan Acocella meint in ihrer Rezension für The New Yorker, dass es in Roys Der Gott der kleinen Dinge um private und persönliche Trauer gehe, während Das Ministerium des äußersten Glücks von nationaler Trauer sowie Politik und Probleme Indiens handle. Die Anglistin Nusrat Jahan (University of Chittagong) geht noch weiter: „Der Roman handelt buchstäblich von jedem und allem, was im sich schnell verändernden Indien passiert.“ Tatsächlich wartet das Buch mit einem breiten Themenspektrum auf. Kernthemen sind zum einen „die Zerstörung von Ökosystemen“ und „die katastrophalen Auswirkungen von Kapitalismus und Globalisierung“. Zum anderen ist das „Herzstück“ des Buches das Thema Identität: Nicht nur die Identität Indiens oder Kaschmirs, sondern auch die Identität einzelner Menschen, oft derjenigen, die als marginalisiert gelten. Dabei fällt auf, dass zwei instabile Grenzen in dem Buch thematisiert werden: „die Grenze zwischen Männern und Frauen, die von Anjum eingenommen wird, und die Grenze zwischen Indien und Pakistan, die von Kaschmir eingenommen wird. Beide Grenzen sind umstritten, und die Parallele, die der Roman zwischen ihnen zieht, ist deutlich.“ Neben der Thematisierung von biologischer oder politsch-ethnisch-religiöser Identität gibt es noch eine weitere: Die Romanfigur Biplab Dasgupta meint, „mein ganzes Leben lang […] habe ich meine Identität um sie [=Tilo] herum konstruiert. Vielleicht nicht um sie, aber um die Erinnerung an meine Liebe für sie.“

#### Identität durch ethnische, politische, religiose Zugehörigkeit
Roy thematisiert in ihrem Buch die Auswirkungen von Kastenwesen, Hindu-Nationalismus, Islamfeindlichkeit „und weist auch darauf hin, dass religiöse Identität und Herkunftsvorstellungen in Kämpfen eingesetzt werden, bei denen es direkter um politische Macht geht“ in einem Land, das zunehmend pseudo-säkular und pseudo-demokratisch wird, weil die in ihren Menschenrechten eingeschränkten Bürger „aufgrund fehlender bürgerlicher Freiheiten vom Wissen über die Aktivitäten derjenigen abgeschnitten sind, die die tatsächliche Macht ausüben“. Roy legt einem oppositionellen Politiker diesbezüglich die Formulierung „Demokratie-Zoo“ in den Mund: „Wir sitzen hier wie Tiere im Käfig, und die Regierung füttert uns mit nutzlosen kleinen Brocken Hoffnung durch die Stäbe“.
Nur ein Extrembeispiel einer insgesamt düsteren politischen Lage ist die in dem Roman geschilderte Situation in Kaschmir, wo Tilo sich zum Fakten-Finder aufschwingt. Roy „beschreibt die Situation mit Sympathie für die Sache Kaschmirs, ohne jedoch die Inder als Feinde darzustellen und ohne zu vergessen, dass auch die kaschmirische Gesellschaft gespalten ist“, beschreibt die „ideologische Normalisierung“ des Krieges, beschreibt die „raffinierten Machenschaften des indischen Staates“, der in seinem „strategischen militärischen Managementplan“ sogar Friedhofsmärsche als Bestandteil einplant. „Sterben wurde zu einer neuen Lebensweise. Friedhöfe wurden in Parks und auf Wiesen angelegt, neben Flüssen und Bächen, auf Feldern und in bewaldeten Tälern. Grabsteine wuchsen aus der Erde, wie kleinen Kindern Zähne wachsen.“ Kaschmir, dem „Paradies, das zu einem Friedhof geworden ist“, wird hierbei ein Friedhof gegenübergestellt, der zum Paradies (Jannat) geworden ist: Roy versucht, „ihrem großzügigen Traum von Demokratie eine Struktur zu geben“ im Jannat-Gästehaus, in dem sich „ausgegrenzte Menschen offenbar auf den Weg machen, um mit Freiheit und Befreiung eine neue Identität zu bilden.“

#### Identität durch biologische Zugehörigkeit
Das Ministerium des äußersten Glücks „ist möglicherweise das erste Werk der indischen Belletristik auf Englisch, das eine zentrale Figur der Hijra abgerundet und voll entwickelt darstellt.“ Roy thematisiert in ihrem Buch nämlich nicht nur die „Geschlechterungleichheit zwischen Männern und Frauen“, sondern auch „die sozialen Probleme, mit denen Transgender oder die Hijra konfrontiert sind“, spricht sich durch die Handlung des Romans gegen eine rein „biozentrische Konstruktion der Persönlichkeit“ aus und für eine etwaige „Neugestaltung des Selbst“: Roy „schildert die Geburt als eine vielfache und nicht auf biologische Werdegänge beschränkte. In ihrem Roman geht der Eintritt von Kleinkindern in die Welt mit Aftabs Wiedergeburt als Anjum und Dayachands Verwandlung in Saddam einher“.
Auch hinsichtlich einer Identität durch biologische Zugehörigkeit wird am Ende des Romans das Jannat-Gästehaus mit seiner auf einem Friedhof lebenden „queeren Gemeinschaft“ und seinen „affektiven Bindungen jenseits der Blutlinien“ zu einem Gegenmodell zur außerhalb des Jannat-Gästehauses liegenden Welt.

#### Identität durch Konsumismus; Folgen
„Roys Roman verschreibt sich dem Projekt, einer Einengung des Vorstellungshorizontes und der Zukunftsperspektiven auf den Kapitalismus im gegenwärtigen Indien entgegenzuwirken“, und kritisiert „einen Diskurs, der ein ‘modernes‘, ‘fortschrittliches‘ Indien ausschließlich mit dem globalen Kapitalismus verbindet“. Bereits vor dem ersten Kapitel thematisiert Roy, dass der Konsumismus von „mehr Eis, Karamell, Cornettos und Nogger Chocs“ sowie „Mango-Milchshakes“ durch eine erhöhte Milchproduktion begünstigt wird, die Milchkühe aber zur erhöhten Milchproduktion Diclofenac erhalten, woran indische Geier sterben und wovon in einem Land „großer Vermögensunterschiede“ nur einige Glückliche etwas haben: Die „ehemalige Kolonie Indien ist heute die Kolonialmacht über ihre eigene städtische Unterschicht sowie über Kaschmir“. Den Preis dieses sogenannten Fortschritts hin zu einer konsumistischen Gesellschaft „in seinem ganzen Ausmaß darzustellen ist ein zentrales Thema des Romans. Von ihrem Land vertriebene Menschen, die der kapitalistischen Ausbeutung schutzlos ausgeliefert sind, sind ebenso allgegenwärtig in der erzählten Welt wie industrielle Verschmutzungen.“ Roy legt einem oppositionellen Politiker die Worte in den Mund: „Kapitalismus ist wie vergifteter Honig. Die Leute strömen zu ihm wie ein Schwarm Bienen“, strömen durch die den Konsumismus begünstigenden „Städte. Spritzig, quirlig simulierten sie die Illusion von Leben, während der Planet, den sie geplündert hatten, um sie herum starb.“
Der Friedhof, auf dem das Jannat-Gästehaus errichtet wird, „dient als treffende Metapher für unseren aktuellen Zustand der Umweltprekarität und des Massensterbens“, und wenn das Jannat-Bestattungsinstitut sich derjenigen Toten annimmt, die sonst nirgendwo beerdigt werden dürfen, füllen Anjum und Saddam „eine Nische im Ökosystem, ähnlich der, die durch ein Massenaussterben der Geier leer blieb“. Die Anglistin Lisa Schwander (Universität Mannheim) meint daher, mit dem Jannat-Gästehaus deute Roy die „Vision eines Indiens an, das sich von der kapitalistischen Ausrichtung nach Effizienz und Profit abwendet und stattdessen auf soziale Gerechtigkeit und ökologische Nachhaltigkeit hinwirkt“. Durch das Gegenmodell in Form des Jannat-Gästehauses, so Schwander, gibt „der Roman zu verstehen, dass es Modelle für eine alternative Gesellschaft zur Genüge gäbe: zu verändern wäre ihr marginalisierter Status in einer sich durch den Kapitalismus selbst definierenden Moderne“.

#### Identität durch zwischenmenschliche Beziehungen; Glück
Recht am Anfang des Romans meint eine Hijra zu Anjum: „Weißt du, warum Gott Hijras erschaffen hat? […] Es war ein Experiment. Er beschloss, etwas zu erschaffen, das erwiesenermaßen unfähig ist, glücklich zu sein.“ Normale Erwachsene seien nämlich nur unglücklich aus Gründen „außerhalb von ihnen, die irgendwann gelöst werden“, während die Hijras aufgrund von Gründen unglücklich wären, die in ihnen steckten. Allerdings ist „eines der faszinierendsten Merkmale von Das Ministerium, dass es einen der grundlegenden Mythen des Kapitalismus, den Mythos vom Streben nach Glück, auf den Kopf stellt“: Die Charaktere, die in der Welt außerhalb des Jannat-Gästehauses leben, „wirken äußerst unglücklich und aggressiv“, während die Bewohner des Jannat-Gästehauses ein Glück jenseits vermeintlicher identitätsstiftender Konstrukte wie Ethnie, Nation, Religion, biologischer Zugehörigkeit anstreben, ein Glück, das aus Wahlverwandtschaften „und einer hartnäckigen Weigerung entsteht, sich an neoliberale Vorstellungen von Produktivität zu halten“. Die Literaturwissenschaftlerinnen Lisa Lau (Keele University) und Ana Cristina Mendes (Universität Lissabon) paraphrasieren Roy dahingehend, dass Glück zerbrechlich und vergänglich sei und an den unerwartetsten Orten gefunden werden könne, „an den dunkelsten Orten; manchmal können Friedhöfe Trost spenden und sich als Beginn für Neuanfänge und Neugestaltungen erweisen. Das ist das zentrale Thema“ des Romans, dessen titelgebendes Ministerium des äußersten Glücks das Jannat-Gästehaus und -Bestattungsinstitut ist.

### Figuren

#### Hauptfiguren
Das Ministerium des äußersten Glücks „gibt den Schweigenden, den Subalternen, den Enteigneten und Unterdrückten eine herausragende Stellung“. Dazu gehören auch die beiden Hauptcharaktere des Romans. Beide sind „wirtschaftlich und sozial marginalisiert“, beide „reagieren auf die vorherrschende Wahrnehmung von Geschlecht und sexueller Differenz, indem sie das Patriarchat ablehnen und darum kämpfen, ihre Identität neu zu definieren und zu behaupten“, beide werden nicht selbst Mutter, aber vereint durch ein Kind, das beide bemuttern, und beide sind exzentrisch, eigenwillig, ziemlich unnachgiebig, beharrlich autonom und widerspenstig gegen gesellschaftliche Kategorisierungen.
- Tilo (eigentlich Tilottama): Die circa 1965 geborene,[40] uneheliche Tochter eines Dalit-Mannes und einer High-School-Gründerin aus „einer alten syrisch-christlichen Familie“[175] hat „ein problematisches Verhältnis zu ihrer Mutter […] aufgrund von deren Weigerung, Tilo öffentlich als ihre echte Tochter anzuerkennen“;[176] stattdessen entschied sich „ihre biologische Mutter aufgrund ihrer unehelichen Herkunft, sie zu adoptieren und als Adoptivtochter aufzuziehen“.[177] Tilo hat „ein kleines, feinknochiges Gesicht und eine gerade Nase mit kecken geblähten Nasenflügeln. Ihr langes dickes Haar war weder glatt noch gelockt, sondern verworren und ungepflegt. […] Sie trug es in einem Zopf auf dem Rücken und manchmal in einem unordentlichen Knoten, in dem ein gelber Bleistift steckte, im Nacken ihres langen Halses. Sie schminkte sich nicht und tat nichts […] um besser auszusehen. Sie war nicht groß, aber langgliedrig, und ihre Art dazustehen, mit dem Gewicht auf den Fußsohlen, die Schultern nach hinten gedrückt, war nahezu maskulin, und doch war es genau das nicht.“[44] Tilo hat eine milchkaffeefarbene Haut,[44] schlanke, doch muskulöse Arme,[178] eine geschmeidig-schroffe Billie-Holidays-Stimme[179] mit Kerala-Akzent,[180] leicht schräg geschnittene „Katzenaugen“[181] unter „dichten, nahezu buschigen Augenbrauen und langen Wimpern“[182] und eine „fast unsichtbare Narbe, die die Symmetrie der Lippen unmerklich veränderte und sie trotzig aussehen ließ, auch wenn sie es gar nicht war“,[183] obgleich das zu ihrem Charakter passen würde: Die „starke, schöne und rätselhafte“[184] Tilo entspricht weder in ihrer Kleidung noch in ihrem Verhalten als hochgradig unabhängige Frau den Standards einer patriarchalischen Gesellschaft,[185] ist „von Natur aus ruhelos“[186] und daher nicht nur eine studierte Architektin, sondern auch „Stenographin, Übersetzerin, Transkriptorin und Verlegerin“,[187] sowie letztlich als „laienhafter Fakten-Finder in Menschenrechtsfragen“ tätig.[188] Als jemand, der „keine Vergangenheit, keine Familie, keine Gemeinde, kein Volk oder auch nur ein Zuhause zu haben schien“,[45] erscheint die von Roys eigener Persönlichkeit inspirierte Tilo[189][190] anderen Menschen, „als wäre sie ihr eigenes Land, ein Land, das keine Visa ausstellte und keine Konsulate zu haben schien.“[183]
- Anjum (geboren als Aftab): Circa 1956/57 geboren,[4] fühlt sich Aftab/Anjum „im Raum der Khwabgah durch die Existenz anderer, ihr ähnlicher Menschen bestätigt“ in ihrer Identität.[191] In der Khwabgah wird aus Aftab Anjum, ein Name mit „der gleichen Wurzel wie das Urdu-Wort Anjuman, […] einer Versammlung, aber auch einer Art sozialem Zweckbündnis. Als sich auf dem Friedhof alle um Anjum herum organisierten, wurde sie wirklich zu Anjuman.“[192] Die „gutherzige, doch auch impulsive und etwas aufbrausende“[193] Anjum ist 1,80 Meter groß,[13] hat breite Schultern[81] sowie „ein starkes, kantiges Gesicht und eine beeindruckende Hakennase wie ihr Vater. Sie war nicht schön, […] aber sie war sexy, faszinierend, auf eine Weise attraktiv, wie nur bestimmte Frauen es sein können.“[194] Sie besitzt „einen komplexen Charakter, der nicht vollständig zu westlichen Vorstellungen von Transidentität passt und somit den potenziell homogenisierenden Globalisierungsimpuls westlicher LGBT-Diskurse in Frage stellt“:[195] Trotz mangelnder biologischer Voraussetzungen „definiert sie ihre Identität durch die Fähigkeit, Kinder leidenschaftlich und beschützend zu lieben“,[196] nimmt sich zweier Findelkinder an, „ist ein Inbegriff von Stärke, Geduld und Kraft“.[197] Inspiriert ist diese Figur durch die im Erscheinungsjahr des Romans verstorbene[198] Hijra Mona Ahmed.[199]

#### Nebenfiguren
- Saddam Hussain (geboren als Dayachand): Die spätere rechte Hand von Anjum, geboren im Gurugram-Distrikt, war ursprünglich ein Hindu und gehörte unter dem Namen Dayachand zu den Chamars, der indischen Dalit-Kaste der lederverarbeitenden Schuhmacher, Abdecker und Gerber.[200] Im Herbst 2002 muss der junge Dayachand mitansehen, wie sein Vater am Rande des Dashahara-Festes unter der Duldung der Polizei von einem hinduistischen Mob wegen vermeintlichen Kuh-Frevels gelyncht wird,[201] tritt zum Islam über und benennt sich nach dem gleichnamigen irakischen Diktator, beeindruckt von dessen Gerichtsauftritt und „Würde angesichts des Todes […]. Der Ausdruck in seinem Gesicht, bevor er durch die Falltür stürzte, zeugte von absoluter Verachtung für seine Henker.“[202] Saddams „einziger Ehrgeiz“ ist bis kurz vor Ende des Romans, den für den Tod seines Vaters letztlich verantwortlichen Polizisten zu töten.[203] Der gutaussende[204] „Saddam lächelte gern und hatte Wimpern, die aussahen, als hätten sie in einem Fitnesstudio trainiert.“[205] Seinen Lebensunterhalt verdiente er unter anderem als Leichenhallen-Angestellter, Laden-Aushilfe, Busschaffner, Zeitungsverkäufer, Maurer, Wachmann (was ihn zum notorischen Sonnenbrillen-Träger macht),[206] Glückshufeisen-Verkäufer[207] sowie Taubenfutter-Verkäufer.[208]
- Musa Yeswi (alias „Kommandant Gulrez“): Dieser circa 1965 geborene[40] Sohn eines kaschmirischen Bauunternehmers, der mit den indischen Besatzungskräften kollaboriert,[209] war zu Studienzeiten ein „stiller, konservativ gekleideter Junge, von kompakter Statur und nur ungefähr so groß wie Tilo.“[210] Er sah „umwerfend gut“ aus, „hatte sehr kurz geschnittenes, kohlrabenschwarzes Haar. Seine Augen waren von einem dunklen Braungrün. Er war immer rasiert“, hat eine „glatte blasse Haut“ und „einen ausgeschlagenen Vorderzahn“ sowie „Bauernhände, breit und kräftig mit dicken Fingern.“[211] Im Frühling 1991[212] lernt Musa seine am 22. Dezember 1995[48] von den Indern erschossene Frau kennen. Nach der Tötung von ihr und der gemeinsamen Tochter Jebeen wandelt sich der studierte Architekt, der als „sanftmütig, heiter“ sowie „solide, verlässlich wie ein Felsen“ charakterisiert wird,[211] zum Widerstandskämpfer und wird unter dem Kampfnamen „Kommandant Gulrez“ zu einem Befehlshaber bei den Hizb-ul-Mujahideen (حزب المجاھدین).[213]
- Nagaraj „Naga“ Hariharan: Dieser Sohn eines mit Biplabs Vater befreundeten[214] tamilischen Brahmanen und Diplomaten und einer „Fürstin ohne Fürstentum“ aus Madhya Pradesh[215] war Schulkamerad und Studienkollege von Biplab[214] und ist in seiner Studienzeit ein „großer Entertainer; ausgelassen, witzig, ein bisschen tyrannisch […] und gnadenlos mit den Leuten, auf denen er öffentlich herumhackte. Er sah gut aus, war schlank, jungenhaft, ein guter Cricketspieler (Werfer) mit glattem Haar und Brille – absolut der coole intellektuelle Sportler. Doch mehr als sein Aussehen schien es seine rüpelhafte Ausstrahlung zu sein, die die Mädchen liebten.“[216] Durch seine „chamäleonartige Wandelbarkeit“[47] entwickelt Naga sich vom „respektlosen ikonoklastischen Studenten“ letztlich zum „Mainstream-Journalisten“,[217] dessen erste, inzwischen verflossenen Ehefrau Nagas Studienkollege Biplab vor einer Drogen-Haft bewahrte, womit Nagas Zusammenarbeit mit dem Nachrichtendienst begann, der ihm zur Belohnung Informationen zukommen lässt: „Mit der Zeit gefiel Naga der Vorsprung, den er vor seinen Kollegen hatte.“[218] Zur Zeitpunkt der Handlung gilt Naga unter anderem als Sicherheitsexperte.[219] „Naga war in militanten Kreisen als furchtloser Journalist bekannt – nicht als Sympathisant, aber als jemand, der nützlich sein konnte – als Mitglied des ’Menschenrechtsflügels‘, wie manche Aufständische scherzhaft indische Journalisten nannten, die unparteiisch und gewissenhaft über die Exzesse sowohl der Sicherheitskräfte als auch der Aufständischen schrieben.“[220]
- Biplab Dasgupta: Diesem fast augenbrauenlosen[221] Sohn eines mit Nagas Vater befreundeten Herzchirurgen[214] sowie Schulkameraden und Studienkollegen Nagas[214] „kommt im Roman eine recht prominente Stellung zu, was sich an zwei ganzen ihm gewidmeten Kapiteln ablesen lässt“[222] und daran, dass er einer der beiden Ich-Erzähler ist. Biplab lernt Tilo 1984 in einer Uni-Theatergruppe kennen[43] und wird von ihr entsprechend seiner Rolle im Theaterstück Norman, is that you? Garson Hobart genannt.[45] „Biplab war während seiner Studienzeit in Tilo verliebt, hatte aber nicht den Mut, seine Liebe zu ihr auszudrücken. Er wusste sehr wohl, dass seine brahmanischen Eltern es nicht zulassen würden, ein Mädchen ohne Vergangenheit, ohne Kaste und ohne Familie zu heiraten. Also gab er die Idee auf, Tilo zu heiraten, und heiratete ein Mädchen, das seine Eltern sich gewünscht hatten und das seine Gefühle nicht erwiderte.“[223] Als Beamter des indischen Nachrichtendienstes bringt Biplab es bis zum stellvertretenden Dienststellenleiter in Kaschmir,[224] privat am Ende des Romans zum „alkoholkranken Einsiedler, der von seiner Frau und seinen Kindern verlassen wurde und gequält wird von seinem Versagen darin, Tilo seine lebenslange Liebe zu gestehen – ein Versagen, das auf seiner grundsätzlichen Unfähigkeit beruht, ihre Nonkonformität zu akzeptieren.“[225]
- Amrik Singh: Der am 9. Juni 1964 in Chandigarh geborene[226] Major der indischen Armee ist „ein dunkelhäutiger, ungewöhnlich großer Mann – gut eins neunzig […]. Die Haut oberhalb seines Bartes war großporig wie die Oberfläche eines Soufflés“,[227] seine Augen „schienen Licht zu absorbieren, nicht zu reflektieren. Es waren undurchsichtige, flache schwarze Scheiben, die weder funkelten noch schimmerten.“[228] Amrik Singh ist „anmaßend und selbstsicher“,[229] ein „sadistischer Charakter, der vorsätzlich und wiederholt die Menschenrechte der Kaschmiris verletzt“ und sie, weil er zu viel über seine Vorgesetzten weiß, eine Zeit lang ungestraft ermorden kann.[230][231] Erst mit der Beseitigung des Menschenrechtsaktivisten Jalib Qadir überspannt Amrik Singh den Bogen, verlässt 1998 Kaschmir gen Jammu, wandert mit seiner Frau und drei Kindern 2003 nach Kanada aus, reist im Oktober 2005 in die USA ein, wo als LKW-Fahrer arbeitet[232] und im Jahr 2012 sich und seine Familie erschießt.[233] „Diese Figur basiert auf einem echten Armeeoffizier, Avtar Singh, der in den 1990er Jahren in Kaschmir sehr gefürchtet war […] 2012 tötete er seine Familie und sich selbst.“.[234]
- Zainab: Das „willensstarke“[235] erste Findelkind Anjums ist circa 1995/96 geboren[236] und extrem tierlieb: „In gewisser Weise entsprach Zainabs Kopflosigkeit gegenüber Tieren Anjums Kopflosigkeit gegenüber Zainab.“[20] Zum Zeitpunkt von Tilos Einzug im Jannat Gästehaus ist Zainab „eine mollige Achtzehnjährige, die Modedesign an einem örtlichen Polytechnikum studierte.“[237]
- Udaya Jebeen: Das zweite Findelkind Anjums (und erste Findelkind Tilos) ist circa 2014 geboren[238] und das Produkt der Mehrfachvergewaltigung einer später getöteten maoistischen Rebellin durch indische Staatsdiener. Sie wird durch Tilo als Reinkarnation der erschossenen Tochter ihres Liebhabers Musa angesehen und daher nach der Verstorbenen „Jebeen“ genannt. Als Vergewaltigungs-Produkt, Maoisten-Tochter, Hijra-/Terrorsympathisanten-Ziehtochter und Obrigkeitsmord-Opfer-Reinkarnation ist sie die Repräsentantin der „Widerstandsfähigkeit der vielen prekären Gruppen Indiens“,[239] deren „messianische Rolle im Roman nicht schwer festzustellen ist“.[240]

## Rezeption
Bis zum Jahr 2020 erschienen von Das Ministerium des äußersten Glücks 50 Übersetzungen. Gleichzeitig erhielt der Roman „eine Mischung aus begeisterten und verwirrten Kritiken“.

### Negative Rezeption
Negative Kritiken beziehen sich auf die Form des Textes, „wobei einige dessen Kategorisierung als Roman völlig in Frage stellen, während andere die zeitliche Abfolge, die Verschiebung der Erzählperspektive und den Mangel an psychologischer Tiefe bemängeln.“ Der ORF nannte den Roman „manchmal auch ein wenig mühsam“, die Berliner Zeitung „für die, die alles verstehen wollen, unerträglich“. Die Zeit fand, Das Ministerium des äußersten Glücks sei „kein gelungener Roman“, was der Evening Standard darauf zurückführte, dass Roys aufgestaute Fantasie schwer auf ihm laste. Roy, so die Süddeutsche Zeitung, „häuft Charaktere und Orte an, historische und erfundene Ereignisse, Nachrichten und Halluzinationen, je mehr, desto besser. Doch ihr mimetischer Versuch geht nicht auf. Chaos lässt sich nicht durch literarisches Chaos wiedergeben – und Gewalt nicht durch literarische Aggression anprangern.“ Auch die neuseeländische Spinoff befand, Roy leiste sich zu viele Schwerpunktverlagerungen, zu viele Nebenhandlungen und Abschweifungen, zu viele Zeitsprünge, zu viele Charaktere.

#### Formen-Mix, Kategorisierung als Roman
The Huffington Post meinte, dass der Versuch, den Leser mit geschichtlichen Informationen zu füttern, die Wirkung der Geschichte schwäche, und auch Die Zeit stellte in ihrer Rezension fest, „dass die Dokumentation von Unmenschlichkeiten den Erzählfluss verstopft und die moralische Empörung die politische Analyse überwältigt“, was die Neue Zürcher Zeitung für „Klempnern im Dienst der guten Sache“ hielt, die als Erzählkunst daherzukommen versuche. Es sei, so The Huffington Post, als ob Roy „ihre Jahre herausragender Sachliteratur in einen Schmelztiegel liberaler Empörung schütte und ihn mit einigen fiktiven Beilagen mische: Transgender, weibliche Sexualität, Obdachlose, vermisste Babys, Terroristen.“ Herausgekommen, so The Huffington Post, sei dabei nur ein gigantisches Handbuch über das moderne Indien und seine Ungerechtigkeiten. The Diplomat nannte den Roman daher einen bloßen Katalog politischer und sozialer Kämpfe, der als Aufsatzsammlung wichtig, als Roman jedoch weniger leicht verdaulich wäre, die neuseeländische Spinoff das Buch ein Sammelsurium und ein Puzzle mit vielen fehlenden Teilen.

#### Stil
The Huffington Post entdeckte in dem Roman ganze Seiten mit selbstgefälligen Monologen, The Atlantic schwerfällig überbetonte Botschaften und Moralvorstellungen, die Süddeutsche Zeitung hörte im Text dagegen eine „Pathossirene“ ertönen. Mehrere Rezensionen störten sich daran, dass sich der Roman „am Ende doch zu einer märchenhaften, ein wenig kitschigen Utopie rundet“, die der Neuen Zürcher Zeitung „vor dem finsteren Kolorit des zuvor ausgefalteten politisch-gesellschaftlichen Panoramas allzu rosig“ erschien.

#### Mangel an psychologischer Tiefe der Charaktere
„Roy macht keinerlei Anstalten, die Instrumentalisierung ihrer Charaktere für eine Sozialdokumentation zu verbergen. Im Gegenteil, der Roman fordert geradezu den Vorwurf heraus, seine […] Sozialkritik allzu fadenscheinig in eine fiktionale Form verpackt zu haben“, so die Anglistin Lisa Schwander. Darin aber, so The Atlantic, liege das Problem: Die Schaffung von Charakteren als Stellvertreter für Anliegen führe zu formelhaften Darstellungen und Figuren, denen es an psychologischer Schattierung und psychologischer Entwicklung mangele. Auch der Evening Standard kritisierte den Mangel an wirklicher Innerlichkeit der Charaktere. The Huffington Post bezeichnete das, was The Guardian eine ermüdende endlose Parade von Sonderlingen und Exzentrikern nannte, als eine ununterbrochene Kette von Stereotypen. Zu oft, so The Spinoff, seien Roys überlebensgroße Charaktere einfach zu viel des Guten; als Beispiel dafür nannte Die Zeit die Figur des Musa Yeswi: „Der Guerillero wird ein bisschen reichlich romantisiert“.

#### Weitschweifigkeit
Den laut Neuer Zürcher Zeitung „weit ausgreifenden und oft lose gefügten Roman“ nannte The Huffington Post frustrierend weitschweifig. Die laut The Guardian gelegentlichen Längen des Buches konzentrieren sich laut The New York Times und Süddeutscher Zeitung auf den „ausufernden Mittelteil“. Konkret benannt werden die Längen durch The New Yorker, der den Roman zu lange bei der Geschichte der Anjum verweilen sieht, noch konkreter durch den Tagesspiegel, der meint, Roys „Stilkaleidoskop aus Akten, Notizen, Berichten und Gedichten“ gehe „irgendwann zwischen Seite 180 und 220 die Luft aus“. Die laut Evening Standard unendliche Fülle des Buches beschwört in den Augen der New York Times ein Bild herauf, demzufolge der Roman aufgrund mangelnder Zentripetalkraft drohe, in Stücke zu zerfallen, während The Guardian sogar schon wahnsinnig ausgefranste Ränder erblickt. Gnädiger ist der SWR in dieser Hinsicht: Zwar beinhalte der Roman „ganz viele Geschichten auf einmal, wenig linear oder geordnet“, doch „immer wenn man glaubt den Überblick verloren zu haben, führt Arundhati Roy die Geschichten wieder zusammen“.

### Positive Rezeption
Der Spiegel nannte den Roman eine „universelle Unabhängigkeitserklärung“, die einen „flirrenden Sog“ entfalte, der Deutschlandfunk fand den Text „beeindruckend, bedrückend und überwältigend“ sowie „eine bewegende Hymne auf die Kraft, die Phantasie und den Mut der Menschen.“ Laut der Los Angeles Review of Books sei das Buch einer der besten Protestromane, die je geschrieben wurden, vor Kunstfertigkeit strotzend sowie bewegender und kraftvoller als die meisten Bücher im Werk von Charles Dickens: Der Roman wäre eine Hymne für die Außenseiter und Verrückten und nichts für Menschen, die sich mit den Unterdrückungskräften der Welt und den Werkzeugen identifizieren, die sie verwenden. Vor der Kritik an Form und Stil nahm die Frankfurter Allgemeine Zeitung den Roman wie folgt in Schutz: „An keiner Stelle hat ‘Das Ministerium des äußersten Glücks‘ etwas von einer Abhandlung, nichts hört sich wie ein politischer Exkurs an oder wie ein Referat. Alles Politische wird mit den Geschichten der Figuren verwoben, mit poetischen Details und mit Stimmungen.“ Und das New York Journal of Books erklärte das zwiegespaltene Echo der Literaturkritik wie folgt: Wer nach einer traditionellen Handlung und Erzählung suche, werde frustriert sein, doch was den Roman unvergesslich mache, wäre die elektrisierende Prosa, die schöne Formulierung und der brillante Schreibstil der Autorin.

## Auszeichnungen
Im Jahr 2021 wurde der Roman durch die American Library Association gelistet unter den „52 Diverse Titles Every Book Lover Should Read“. Zuvor wurde das Buch wie folgt ausgezeichnet:
- 2017 The Hindu Literary Prize, Shortlist.[262]
- 2017 Man Booker Prize, Longlist.[263]
- 2017 Bruno-Kreisky-Preis für das politische Buch, Hauptpreis.[264]
- 2017 National Book Critics Circle Award, Finalist.[265]